# Прохожая из Сан-Суси
«Прохожая из Сан-Суси» (фр. La passante du Sans-Souci) — французская драма 1982 года режиссёра Жака Руффио по сценарию Жака Кирснера. В основу сюжета фильма положен одноимённый роман Жозефа Кесселя.
По просьбе актрисы Роми Шнайдер, сыгравшей в фильме сразу две роли — супруги главного героя Лины и его приёмной матери Эльзы, кинолента имеет посвящение  «Давиду и его отцу». Речь идёт о трагически погибшем в 1981 году сыне актрисы и её бывшем муже, актёре Гарри Майене, покончившем жизнь самоубийством в 1979 году. Фильм, появившийся благодаря непосредственному участию Роми Шнайдер, стал последним для актрисы, которая умерла спустя несколько недель после его премьеры. Юный актёр Венделин Вернер, сыгравший Макса Баумштейна в детстве, впоследствии получил признание в качестве математика.

## Сюжет
Действие происходит в Париже начала 1980-х годов. Макс Баумштейн, президент международного правозащитного движения, во время визита в посольство Парагвая с миссией по освобождению политической активистки, убивает посла Федерико Лого и сдаётся властям.
В ходе свиданий с женой Линой Баумштейн и судебных слушаний показаний свидетелей по делу, в форме флешбэков представляется жизнь еврейского мальчика Макса Баумштейна в Берлине 1930-х годов, рассказывается, как штурмовики убивают его отца, а его избивают и травмируют ногу, как его принимает немецкая семья Винеров, друзей его родителей. Под давлением нацистов вместе с приёмной матерью Эльзой Винер, певицей, он бежит в Париж, а приёмный отец Михель Винер остается в Германии, чтобы продать свою типографию. Позже Винер тоже пытается бежать в Париж, но его арестовывает гестапо. Перед арестом ему в поезде удаётся через случайного пассажира, виноторговца Мориса Буйяра, передать деньги своей жене Эльзе и Максу. Морис передаёт деньги Эльзе, и, влюбившись в неё, оказывает Эльзе и Максу всяческую помощь, которую она сначала резко отвергает, мотивируя тем, что Морис проявляет легкомысленную наивность, продолжая торговлю с ненавистными нацистами. Морис Буйяр разыскивает в Берлине бывшего адвоката Михеля Винера - Господина Хельвига , но его жена, Анна Хельвиг, показывает Морису лишь урну с прахом — всё, что осталось от её мужа, арестованного гестапо. В Париже юный Макс Баумштейн, несмотря на повреждённую ногу, продолжает заниматься скрипкой, а Эльза Винер зарабатывает на жизнь, работая певицей в парижском кабаре, и прилагает все усилия для освобождения мужа из заключения. От отчаяния, ради этой цели она идёт на свидание с германским дипломатом Руппертом фон Легертом — её поклонником. Он сообщает, что её мужа приговорили к пяти годам заключения в концентрационном лагере и требует от неё за освобождение Михеля любовной связи. Михеля Винера освобождают и выпускают в Париж. Однако, по приезде в Париж Михеля Винера вместе с женой Эльзой убивают сотрудники немецкого посольства при участии фон Легерта. Именно этот офицер, бежавший после Второй мировой войны в Южную Америку, стал впоследствии послом Парагвая Федерико Лого, которого через 50 лет опознал и убил Макс Баумштейн. Морис Буйяр, мечтавший о женитьбе на Эльзе и спокойной жизни буржуа, и ревновавший её, тем не менее, снова спасает юного Макса, вывезя его из оккупированной Франции в Швейцарию. 
Макс Баумштейн на суде признаёт себя виновным, но, тем не менее, в свете открывшихся фактов французский трибунал приговаривает его к пяти годам заключения условно. При выходе из здания суда Лину Баумштейн оскорбляют неонацисты.
По материалам дела Лина Баумштейн обнаруживает, что она поразительно похожа на Эльзу Винер, убитую приёмную мать Макса Баумштейна. Макс признаётся, что тоже был поражён этим, и влюбился в неё с первого взгляда. Они полны планов на будущее.
В финальных титрах сообщается, что через полгода Макс и Лина Баумштейн были убиты неизвестными, которых так и не нашли.

## В ролях
- Роми Шнайдер — Эльза Винер / Лина Баумштейн
- Мишель Пикколи — Макс Баумштейн
- Хельмут Грим — Михель Винер
- Матьё Каррьер — Рупперт фон Легерт / Федерико Лого
- Венделин Вернер — Макс в детстве
- Жерар Клейн[фр.] — Морис Буйяр, торговец шампанским, влюблённый в Эльзу
- Мария Шелл — Анна Хельвиг, жена адвоката
- Доминик Лабурье[фр.] — Шарлотта Мопас, подруга и коллега Эльзы в кабаре
- Жан Рено — один из оскорбивших Лину